# Hennadij Korban
Hennadij Korban (ukrainska: Геннадій Олегович Корбан), född 24 maj 1970 i Dnepropetrovsk, Ukrainska SSR, Sovjetunionen, är en ukrainsk affärsman och oligark.
Korban var viceguvernör för Dnjepropetrovsk oblast från 2 mars 2014 till 24 mars 2015. Han satt samma period som den dåvarande guvernören Ihor Kolomojskyj. De blev båda avsatta av presidenten Petro Porosjenko. 
Korban var fram till ledare för partiet Ukrop, som bildades 18 juni 2015. Han avgick som partiledare i början av 2016.
31 oktober 2015 arresterades Korban av Ukrainas Säkerhetstjänst, som misstänkt för att leda en grupp inom den organiserade brottsligheten och misstänks bland annat för förskingring och kidnappning. Vissa analytiker ser dock arrestnationen som en tillbakagång till gamla ovanor då makthavarna gör nattliga polisräder mot politiska motståndare. Ukrainska nationalister ser tillslaget mot Korban som ett försök från Porosjenko sida att tysta en politisk motståndare. Där har efter arrestnationen varit större demonstrationer utanför Ukrainas parlament. Demonstranterna anklagar (som Korban) presidenten för att sälja ut landet till Vladimir Putin. Anhängare till presidenten, som själv är oligark, ser arresterandet som ett steg mot att begränsa oligarkernas makt i Ukraina, vilket västliga långivare har krävt.
Korban har varit med till att bekostat de frivilligstyrkor som satts in i kriget mot separatisterna i östra Ukraina.
Korban kommer från en judisk familj, och är samlare av modern och samtida konst.